# Ignazio D’Agosto
Ignazio D’Agosto (ur. 19 czerwca 1994 w Bari) – włoski kierowca wyścigowy.

## Kariera

### Formuła Renault
D’Agosto rozpoczął karierę w jednomiejscowych samochodach wyścigowych w wieku 18 lat w 2012 roku w Formule Renault. W tym roku rozpoczął stary w Europejskim Pucharze Formuły Renault 2.0 oraz w Północnoeuropejskim Pucharze Formuły Renault 2.0. W obu tych seriach Włoch podpisał kontrakt z belgijską ekipą KTR. W serii północnoeuropejskiej zdołał uzbierać 89 punktów, co mu dało 17 pozycję w klasyfikacji generalnej, zaś w europejskim pucharze z dorobkiem 4 punktów uplasował się na 26 lokacie w klasyfikacji końcowej.
Na sezon 2013 D’Agosto przedłużył kontrakt z KTR na starty w Europejskim Pucharze Formuły Renault 2.0 oraz Północnoeuropejskim Pucharze Formuły Renault 2.0. W edycji europejskiej wygrał jeden z wyścigów i dwukrotnie stawał na podium. Z dorobkiem 74 punktów został sklasyfikowany na ósmej pozycji w klasyfikacji generalnej. W serii północnoeuropejskiej był 48.
W sezonie 2014 Włoch rozpoczął współpracę z fińską ekipą Koiranen GP w Europejskim Pucharze Formuły Renault 2.0. W ciągu dwunastu wyścigów, w których wystartował, dwukrotnie stawał na podium. Uzbierał łącznie 73 punkty. Dało mu to dziesiąte miejsce w końcowej klasyfikacji kierowców.

## Statystyki
| Sezon | Seria                                         | Zespół               | Wyścigi | Zwycięstwa | PP | NO | Podium | Punkty | Pozycja |
| ----- | --------------------------------------------- | -------------------- | ------- | ---------- | -- | -- | ------ | ------ | ------- |
| 2012  | Europejski Puchar Formuły Renault 2.0         | KTR                  | 14      | 0          | 0  | 0  | 0      | 4      | 26      |
| 2012  | Północnoeuropejski Puchar Formuły Renault 2.0 | KTR                  | 10      | 0          | 0  | 0  | 0      | 89     | 17      |
| 2013  | Europejski Puchar Formuły Renault 2.0         | KTR                  | 14      | 1          | 0  | 0  | 2      | 74     | 8       |
| 2013  | Północnoeuropejski Puchar Formuły Renault 2.0 | KTR                  | 3       | 0          | 0  | 0  | 0      | 4      | 48      |
| 2013  | Toyota Racing Series New Zealand              | Victory Motor Racing | 6       | 0          | 0  | 0  | 1      | 181    | 19      |
| 2014  | Europejski Puchar Formuły Renault 2.0         | Koiranen GP          | 12      | 0          | 0  | 0  | 2      | 73     | 10      |